# Калмаки
Калма́ки (калмацкие татары; тат. калмак татарлары, калмаклар) — малочисленная этнографическая группа сибирских татар, проживающая на северо-западе Кемеровской области, близ города Юрги.

## История
Происхождение этой группы коренного населения известно — оно относится к XVII веку, когда часть телеутов из центральных районов нынешней Кемеровской области переселилась на север и постепенно потеряла связь с южными сородичами. Принятие ислама в конце XVIII века под влиянием переселенцев из Поволжья и Средней Азии (так называемых «бухарцев») создало эндогамный барьер между калмаками и окружающим русским населением, что способствовало сохранению этой группы коренного населения и предохранило от ассимиляции русским большинством.
Известно, что телеуты, в отношении которых использовался термин «калмак», входили в состав Джунгарского ханства. Телеуты ранее были известны как «белые калмыки», а их соседи джунгары как «черные калмыки». При этом в состав телеутов влилась часть джунгарских (ойратских) и других монгольских родов: чорос, ойрот, дербет, меркит, тумат (ак-тумат, кара-тумат), найман (майман).
В XIX—XX веках калмаки-мусульмане сосредоточились в трёх населённых пунктах: Зимнике и Большом Улусе, близ города Юрги, и Юрты-Константиновы, расположенных к северо-востоку от Юрги, ближе к Томской области.

## Гаплогруппа
Согласно Е. В. Балановской и ряду других авторов, в составе томских калмаков доминирует линия N1c1-Y16311, сближающая их с монголами и поволжскими калмыками, отличающая их от других потомков «белых калмыков».